# RSK5時
『RSK5時』（アールエスケイごじ）は、山陽放送の夕方のローカル生ワイド番組。1993年4月5日から1997年3月28日まで放送されていた。

## 概要
それまではドラマ再放送枠だった平日17時台に1時間の情報番組枠が新設され、この番組以降一時期を除いて平日17時台はローカルワイド番組枠となる。前身番組は、1993年3月まで放送された土曜朝の生番組『わくわくせとらんど』と、木曜深夜に放送の『新はやりもんくらぶ』の2番組であり、当番組で木曜担当の早田和泰は『新はやりもんくらぶ』からそのままスライドする形となった。
当初は月曜から木曜までの放送で、金曜の同じ時間帯には『VOICE21』の再放送が行われていたが、1995年4月からは金曜にも放送されるようになった。

## 放送時間
- 月曜 - 木曜 17:00 - 18:00（1993年4月 - 1995年3月）
- 月曜 - 金曜 16:54 - 18:00（1995年4月 - 1997年3月）

## 出演者

### 司会
- 早田和泰
- 井上いつのり
- 松嶋信之
- 本田祐美
- 安田敬一郎
- 鍋島昭茂[1]
- 左尾恵子[1]

### リポーター
- 石川治子[1]